# Torbernit
Torbernit je minerál krystalizující v tetragonální soustavě, chemicky hydratovaný fosforečnan mědi a uranylu – Cu(UO2)2(PO4)2·8−12H2O.
Minerál je pojmenovaný na počest švédského mineraloga Torberna Bergmana.
Starší název minerálu je chalkonit, pod tímto názvem je i známý z pokusů Marie Curie-Skłodowské. Z tohoto minerálu se získával prvek radium (= ohnivé zlato).

## Charakteristika
Tento minerál vytváří nejčastěji lupenité nebo práškovité agregáty, někdy se vyskytuje zemitý. Barva torbernitu je zelená, vryp má světlezelenou barvu. Je to průsvitný minerál s perleťovým leskem.

## Vznik a výskyty v Česku
Vyskytuje se jako druhotný uranový minerál v Jáchymově, Příbrami, Horním Slavkově, na Kladské, Cínovci, Přebuzi, Smrkovci, Medvědíně, Rýžovišti, Zálesí, Písku.

## Výskyt ve světě
USA (Marysvale, Colorado Mineral Belt), Kongo (Náhorní plošina Katanga), Velká Británie, Česko, Německo.

## Vlastnosti
Je velmi křehký, vyznačuje se silnou fluorescencí.